# Michael Nyman
Michael Laurence Nyman, född 23 mars 1944 i Stratford i London, är en brittisk tonsättare, musikhistoriker och -kritiker, kanske främst känd för sin filmmusik till många av Peter Greenaways filmer samt Jane Campions Pianot.

## Verksamhet
Nymans musik beskrivs som minimalistisk och är ofta omarbetningar av verk från tidigare epoker. För en teateruppsättning 1976 på London National Theatre samlade han ihop den orkester som sedan skulle bli Michael Nyman Band, med en udda sättning av instrument från skilda tider och kulturer: rebec, skalmeja, barocktrombon, bastrumma, banjo samt saxofon. Konstellationen har senare varierats och piano, med Nyman som pianist, har tillkommit.
En stor del av Nymans verk är skrivna för Michael Nyman Band, men han har också komponerat för ”vanliga” ensembler, som symfoniorkestrar, körer och kammarmusikensembler. Han har även skrivit musikdramatik, till exempel operan The Man Who Mistook His Wife for a Hat från 1986, baserad på en fallstudie av neurologen Oliver Sacks. På 2007 års Venedigbiennal dirigerade han uruppförandet av sina egna tonsättningar av åtta "vällustiga sonetter". Dessa sonetti lussuriosi hade hämtats ur en antiklerikal och hedonistisk samling från högrenässansens slutskede år 1526. Samlingen var förbjuden av katolska kyrkan fram till 1960-talet och skriven av den både fruktade och hyllade venetianaren Pietro Aretino.
Det var dock som musikteoretiker Nyman först blev känd. Han har bland annat ägnat sig åt tidig musik, som Purcell och Händel, rumänsk folkmusik, och samtida experimentell musik. Den inflytelserika boken Experimental Music: Cage and Beyond från 1974 är hans mest betydande verk som teoretiker. Han anses också vara den som förde in begreppet minimalism i musikvärlden (år 1968, i en recension av ett verk av Cornelius Cardew).

## Verkförteckning

### Filmmusik (urval)
- Tecknarens kontrakt (1982)
- Z00, liv skönhet död (1985)
- Kocken, tjuven, hans fru och hennes älskare (1989)
- Pianot (1993)
- Gattaca (1997)
- Ravenous (1999, tillsammans med Damon Albarn)
- The End of the Affair (1999)
- Man on Wire (2008)

### Andra verk
- Il Campiello - teaterföreställning.
- The Commissar Vanishes – scenföreställning baserat på hans tidigare verk The Fall of Icarus.
- In Re Don Giovanni – konsertmusik där han dekonstruerar Mozart.
- The Man Who Mistook His Wife for a Hat – opera 1986.
- Enemy Zero – datorspel.
- Titch – signaturmelodin till TV-serien med samma namn.
- Nuremberg – musik till miniserien.
- MGV (Musique à Grande Vitesse)

### Diskografi
- Decay Music (1976)
- English experimental music (1977)
- Masterwork samples (1979)
- Miniatures (1980)
- The Man Who Mistook His Wife For a Hat (1987)
- Drowning by numbers (1988)
- The Nyman/Greenaway Soundtracks (1989)
- The Draughtsman's contract (1989)
- The Cook, the Thief, his Wife and her Lover (1989)
- Songbook (1991)
- The Piano (1992)
- Diary of Anne Frank (1995)
- The Ogre (1996)
- The very best of Michael Nyman (1997)
- Miniatures 2 (2000)
- 8 Lust Songs: I Sonetti Lussuriosi (2008)